# Knapp József Ármin
Knapp József Ármin (Alsóköröskény, 1843. május 14. – Bécs, 1899. március 31.) botanikus, muzeológus.

## Élete
Gimnáziumi tanulmányait Nyitrán és Pesten végezte. 1863-tól a Bécsi Egyetem orvosi karán tanult tovább, de anyagi okokból nem fejezhette be. Később Rostockban volt egyetemi hallgató, ahol 1872-ben bölcsészdoktori oklevelet szerzett.
1873–1876 között a Kolozsvári Magyar Királyi Tudományegyetem botanikai tanszékén volt tanársegéd, majd 1876-ban Nyitra vármegyében koleraorvos lett. Ezt követően Bécsbe ment, ahol 1876–1885 között az Osztrák Orvosi Társaság növénygyűjteményének konzervátoraként dolgozott. 1885-ben 7 hónapon át a bécsi botanikus kert demonstrátora volt. 1890-től haláláig pedig a bécsi Udvari Múzeum (Hofmuseum) botanikai osztályát vezette.
A mai Szlovákia nyugati felének (Diószeg, Aranyosmarót, Érsekújvár, Léva, Nyitra, Selmecbánya, Szered, Újbánya környéke) flóráját tanulmányozta, de Szlavónia, Bukovina és Lengyelország növényvilágáról is közölt adatokat. Szlavóniai gyűjtései nagyban hozzájárultak Hazslinszky Frigyes Ákos A Magyar Birodalom zuzmó-flórája című 1884-ben megjelent munkájának elkészültéhez.
Több növény is viselte nevét.

## Művei
- Ein Ausflug in das Bars-Honther Komitat
- Zwei Tage im Baranyaer Comitate
- 1863 Phanerogame Flora der Stadt Neutra nebst ihrer Umgebung. Correspondenzbl. Vereins Naturkunde (Pressburg) 2
- 1864 Zur Flora Oberungarn
- 1865 Prodromus florae Comitatus Nyitriensis sistens plantas phanerogamicas et cryptogamicas vasculares in Comitatu Nyitriensis hucusque observatas
- 1866 Botanische Streifzüge durch Slavonien
- 1866 Die bisher bekanntenn Pflanzen Slavoniens. Wien (tsz. Schulzer és Kanitz)
- 1872 Die bisher bekannten Pflanzen Galiziens und der Bukowina. Wien

A pozsonyi és bécsi Verhandlungen des Vereines für Naturkunde zu Pressburg und der k. k. zoologisch-botanichen Gesellschaft, az Oesterreichische botanische Zeitschrift, a Zeitschfrift der k. kön. geographischen Gesellschaft und des allgemeinen österreichischen Apotheker-Vereines, a Berichte der physiographischen Commission (Krakkó), a regensburgi Flora folyóiratokban, Petermann Geographische Mittheilungenben (Gotha), a Botanisches Centralblattban (Cassel), a Botanicher Jehresberichtben (Berlin), a Wanderer és a Deutsche Zeitung napi lapokban közölt cikkeket.